# Liste der Stolpersteine in Herdecke
In der Liste der Stolpersteine in Herdecke werden die vorhandenen Gedenksteine aufgeführt, die im Rahmen des Projektes Stolpersteine des Künstlers Gunter Demnig bisher in Herdecke verlegt worden sind.

## Verlegte Stolpersteine
| Adresse                          | Name             | Inschrift | Verlegedatum | Bild | Anmerkung |
| -------------------------------- | ---------------- | --- | ------------ | --- | --- |
| Goethestraße 21a (Standort)      | Inge Streerath   | Hier wohnte Inge Streerath Jg. 1921 Heilanstalt Hadamar ermordet 13.8.1941                                                                                              |              | Herdecke, Goethestraße 21a. Stolperstein Inge Streerath. | Inge Streerath als Kind um 1925. |
| Habigstraße 3 (Standort)         | Wilhelm Vormbaum | Hier wohnte Wilhelm Vormbaum Jg. 1919 desertiert 19.4.1943 verhaftet 7.3.1944 Gefängnis Toulon Gefängnis Marseille verurteilt 21.3.1944 hingerichtet 4.5.1944 Marseille | 25. Mai 2018 | Herdecke, Habigstraße 3. Stolperstein Wilhelm Vormbaum. | geboren am 5. Oktober 1919, hingerichtet am 4. Mai 1944. |
| Hauptstraße 72 (Standort)        | Sally Grünewald  | Hier wohnte Sally Grünewald Jg. 1887 deportiert 1941 ermordet in Riga                                                                                                   | 5. Sep. 2006 | Herdecke, Hauptstraße 72. Stolperstein Sally Grünewald. | geboren am 4. Mai 1887 in Waldgirmes. Im Jahr 2015 wurden für Sally und Paula Grünewald an ihrem letzten Wohnort an der Hardefuststr. 8 in Köln ebenfalls Stolpersteine verlegt (Liste der Stolpersteine im Kölner Stadtteil Neustadt-Süd). |
| Hauptstraße 72 (Standort)        | Paula Grünewald  | Hier wohnte Paula Grünewald geb. Fischbach Jg. 1889 deportiert 1941 ermordet in Riga                                                                                    | 5. Sep. 2006 | Herdecke, Hauptstraße 72. Stolperstein Paula Grünewald. | geboren am 25. März 1889 in Meinerzhagen. |
| Hauptstraße 72 (Standort)        | Heinz Grünewald  | Hier wohnte Heinz Grünewald Jg. 1918 Flucht 1939 England | 5. Sep. 2006 | Herdecke, Hauptstraße 72. Stolperstein Heinz Grünewald. | Familie Sally Grünewald, Herdecke, Hauptstraße 72. · Stolpersteine Grünewald, Herdecke, Hauptstraße 72. |
| Wilhelm-Huck-Straße 7 (Standort) | Wilhelm Huck     | Hier wohnte Wilhelm Huck Jg. 1878 verhaftet 23.8.1944 tot in Sachsenhausen                                                                                              |              | Bild gesucht Der Benutzer GeorgDerReisende ( Diskussion ) wünscht sich an dieser Stelle ein Bild vom Ort mit diesen Koordinaten 51.42565 7.409 . Motiv: der Stolperstein für Wilhelm Huck, die Lage und das Haus Falls du dabei helfen möchtest, erklärt die Anleitung , wie das geht. BW | |